# Palestina de Los Altos
Palestina de Los Altos é uma cidade da Guatemala, situada no departamento de Quetzaltenango.
Fundada em 18 de fevereiro de 1933, desmembrada de San Juan Ostuncalco. Possui 16.384 habitantes (censo de 2008), que dominam as línguas espanhola e mam.